# Cynorkis tamponensis
Cynorkis tamponensis är en orkidéart som beskrevs av Rudolf Schlechter. Cynorkis tamponensis ingår i släktet Cynorkis, och familjen orkidéer.
Artens utbredningsområde är Réunion. Inga underarter finns listade i Catalogue of Life.